# 422. strelska divizija (ZSSR)
422. strelska divizija (izvirno rusko 422. стрелковая дивизия; kratica 422. SD) je bila strelska divizija Rdeče armade v času druge svetovne vojne.

## Zgodovina
Divizija je bila ustanovljena decembra 1941 in 25. decembra istega leta preimenovana v 397. strelsko divizijo.
Ponovno je bila ustanovljena aprila 1942 in marca 1943 je bila preimenovana v 81. gardno strelsko divizijo.